# Ramiro Navarro
Ramiro Navarro de Anda (25 de maig de 1943) és un exfutbolista mexicà.

## Selecció de Mèxic
Va formar part de l'equip mexicà a la Copa del Món de 1966.